# Klávesa Alt

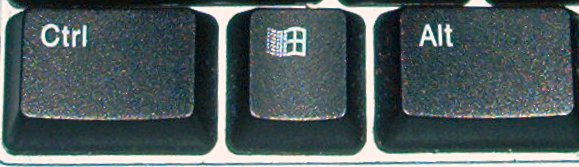
Klávesy Ctrl, Windows, Alt

Klávesa Alt se nachází na počítačové klávesnici vlevo vedle mezerníku. Alt lze chápat jako zkratku pro slovo alternativa. Používá se jako modifikační klávesa podobně jako klávesa ⇧ Shift a spolu s klávesou Ctrl představuje třetí možnost, jak změnit význam původní klávesy.
Klávesa Alt se nepoužívá samostatně, ale vždy v kombinaci s jinou klávesou. Výjimkou jsou některé počítačové hry nebo aktivace menu v operačním systému Microsoft Windows. V Adobe Photoshop se používá klávesa Alt na kopírování + přesun obrazů nebo písmen
Anglická klávesnice má druhé tlačítko Alt na pravé straně mezerníku. Česká klávesnice, stejně jako mnoho jiných neanglických klávesnic, má na pravé straně od mezerníku jinou klávesu, která bývá označená jako buď stejně jako Alt nebo Alt Gr. Také se nazývá pravý alt. Klávesa slouží k zadávání dalších zvláštních znaků příslušného cizího jazyka.

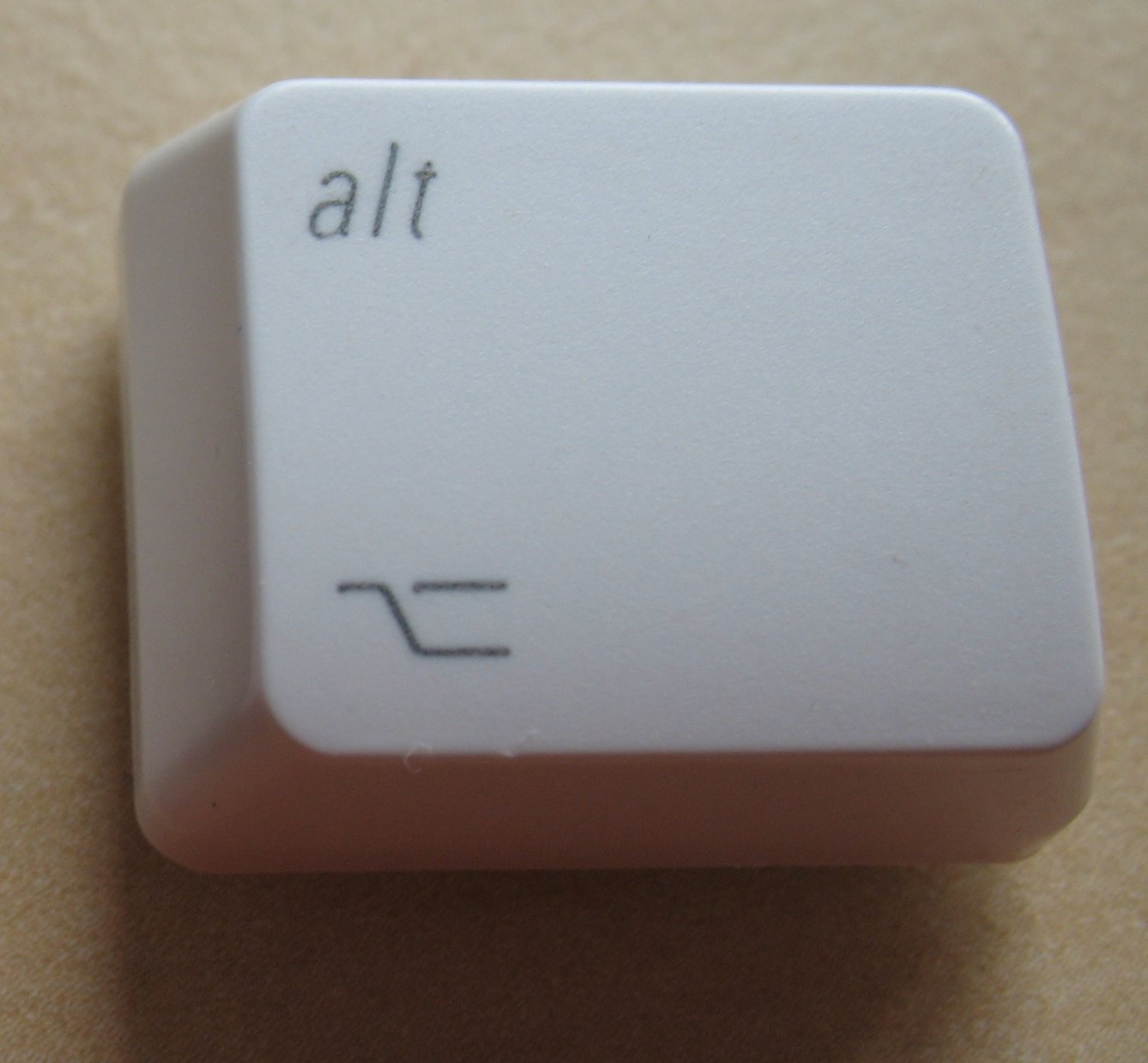

Na počítačích Macintosh existuje ekvivalentní klávesa ⌥ Option (anglicky volba) se značkou „výhybky“. Používá se k psaní zvláštních znaků (podobně jako v jiných systémech pouze pravý Alt) a jako modifikátor. Na typické klávesnici pro Macintoshe se nachází mezi klávesami Ctrl a ⌘ Command.

## Známé kombinace
- Alt + Tab ↹ umožňuje přepínat mezi běžícími programy.
- Ctrl + Alt + Del vyvolává v MS Windows správce úloh nebo v OS Unix restartuje počítač.
- Ctrl + Alt + F1 až F12 vybírá příslušnou konzoli (Unix).
- Ve Windows v mnoha aplikacích lze přidržením Altu vyvolat položky menu postupným zadáváním podtržených písmen v jejich názvu[pozn. 1] (např. Alt + Z; V; M = zvolení položky Zmenšit v menu Zobrazit → Velikost stránky).
- Ve Windows je možné stisknout klávesu Alt a současně na numerické klávesnici zadat sekvenci čísel, viz alt kódování.

### Alt kódování
Zde jsou uvedené některé klávesové zkratky s klávesou Alt ve Windows. Vždy se používá levý Alt + číslo na numerické klávesnici, např.
- à = ALT + 133
- é = ALT + 130
- í = ALT + 161
- ó = ALT + 162
- á = ALT + 160
- ú = ALT + 163
- ü = ALT + 129
- ¡ = ALT + 173
- ¿ = ALT + 168
- ñ = ALT + 164
- Ñ = ALT + 165
- Á = ALT + 0193
- É = ALT + 0201
- Í = ALT + 0205
- Ó = ALT + 0211
- Ú = ALT + 0218
- Ü = ALT + 0220
- © = ALT + 0169
- ® = ALT + 0174
- ™ = ALT + 0153
- [ = ALT + 91
- ] = ALT + 93
- { = ALT + 123
- } = ALT + 125
- Q = ALT + 81
- ☺ = ALT + 1